# アルフォンス・ツィブルカ
ドイツ語でアルフォンス・ツィブルカ（Alphons Czibulka）またはマジャル語でツィブルカ・アルフォンズ（Czibulka Alfonz, 1842年5月14日 キルヒドルフ - 1894年10月27日 ウィーン）は、ハンガリー人の作曲家・ピアニスト・指揮者。チブルカとも表記される。
甘美なサロン的小品で知られ、代表作は《ステファニー・ガヴォット》作品312（1880年）である。

## 生涯
1842年5月14日、オーストリア帝国領キルヒドラウフ（現スロバキア領スピシュカー・ノヴァ―・ヴェス）で誕生。1865年、カール劇場の第2楽長に就任（当時の楽長はフランツ・フォン・スッペ）。翌1866年にオーストリア軍に入り、軍楽隊長として名を馳せるようになった。入隊時の身分証明書類はスッペが書いた。
1894年10月27日、ウィーンにて没。

## 作品
- 《ステファニー・ガヴォット》（Stephanie-Gavotte）op.312（1880年）
  - ルドルフ皇太子とベルギー王女ステファニーの婚礼の際に、王女に捧げた[1]。
- 間奏曲《舞踏会の後の夢》（Liebestraum nach dem Balle, Intermezzo）op.356
- レントラー《高原の酪農小屋で》（In der Sennhütt'n, Ländler）
- オペレッタ《フィレンツェの聖霊降臨祭》（Pfingsten in Florenz）
  - 1884年、アン・デア・ウィーン劇場で初演。この他にも5つのオペレッタを作曲した[1]。